# Saison 2017 de l'équipe cycliste AG2R La Mondiale
La saison 2017 de l'équipe cycliste AG2R La Mondiale est la vingt-sixième de cette équipe, lancée en 1992 et dont le directeur général est Vincent Lavenu. En tant qu'équipe World Tour, l'équipe participe à l'ensemble du calendrier de l'UCI World Tour. Parallèlement au World Tour, AG2R La Mondiale peut participer aux courses des circuits continentaux de cyclisme.

## Préparation de la saison 2017

### Sponsors et financement de l'équipe
L'équipe AG2R La Mondiale est une structure dépendant de la société France Cyclisme dirigée par Vincent Lavenu depuis sa création en 1992. Le principal sponsor de l'équipe, l'assureur AG2R La Mondiale, présent dans la structure depuis 1999, est engagé jusqu'en fin d'année 2020. Le budget de l'équipe pour cette saison s'élève à environ 14,5 millions d'euros,,.
L'équipe change d'équipementiers en 2017. L'entreprise britannique Factor est son nouveau fournisseur de cycles. Les coureurs utilisent durant la saison les modèle Factor O2, Factor ONE et Factor ONE-S. Giessegi est le nouveau fournisseur de vêtement. Cette entreprise italienne s'est engagée pour les saisons 2017 et 2018. Malgré ce changement, le maillot conserve le modèle adopté en 2009.

### Arrivées et départs
AG2R La Mondiale change un tiers de son équipe durant l'intersaison. Dix des trente coureurs de son effectif la quittent. Deux d'entre eux, Johan Vansummeren et Jesse Sergent, ont mis fin à leur carrière au cours de la saison 2016 à cause de problèmes de santé. Jean-Christophe Péraud, un des leaders de l'équipe, a également pris sa retraite sportive, à 39 ans. Sept autres coureurs n'ont pas été conservés. Trois d'entre eux ont trouvé un nouvel employeur : Guillaume Bonnafond chez Cofidis, Maxime Daniel chez Fortuneo-Vital Concept, Damien Gaudin dans l'équipe de l'Armée de Terre. Sébastien Turgot retourne chez les amateurs, à l'US Saint-Herblain. Enfin, Patrick Gretsch, Blel Kadri et Sébastien Minard mettent fin à leur carrière faute de trouver une nouvelle équipe.
Neuf coureurs sont recrutés. Quatre d'entre eux viennent de l'équipe suisse IAM, disparue en fin d'année 2016 : le grimpeur suisse Mathias Frank, engagé pour aider Romain Bardet en montagne, le grimpeur français Clément Chevrier, formé au Chambéry Cyclisme Formation, le Belge Olivier Naesen, vainqueur à Plouay, et le sprinteur norvégien Sondre Holst Enger. Le Belge Stijn Vandenbergh revient chez AG2R La Mondiale pour renforcer l'équipe dans les classiques. Nans Peters, issu de l'équipe formatrice Chambéry CF, fait ses débuts professionnels en 2017. Comme Sondre Holst Enger, Rudy Barbier (Roubaix Métropole européenne de Lille) vient combler le manque de sprinteur. Le grimpeur Alexandre Geniez, chez FDJ en 2016, vient lui aussi aider Bardet. Julien Duval (Armée de Terre) complète l'effectif.
| Arrivées           | Équipe 2016                           |
| ------------------ | ------------------------------------- |
| Rudy Barbier       | Roubaix Métropole européenne de Lille |
| Clément Chevrier   | IAM                                   |
| Julien Duval       | Armée de Terre                        |
| Sondre Holst Enger | IAM                                   |
| Mathias Frank      | IAM                                   |
| Alexandre Geniez   | FDJ                                   |
| Oliver Naesen      | IAM                                   |
| Nans Peters        | Chambéry CF                           |
| Stijn Vandenbergh  | Etixx-Quick Step                      |

| Départs                | Équipe 2017            |
| ---------------------- | ---------------------- |
| Guillaume Bonnafond    | Cofidis                |
| Maxime Daniel          | Fortuneo-Vital Concept |
| Damien Gaudin          | Armée de Terre         |
| Patrick Gretsch        | retraite               |
| Blel Kadri             | retraite               |
| Sébastien Minard       | retraite               |
| Jean-Christophe Péraud | retraite               |
| Jesse Sergent          | retraite               |
| Sébastien Turgot       | US Saint-Herblain      |
| Johan Vansummeren      | retraite               |

## Déroulement de la saison
L'équipe AG2R La Mondiale commence sa saison en janvier, en Australie, avec le Tour Down Under, première épreuve UCI World Tour de l'année. Domenico Pozzovivo y est le leader, avec Jan Bakelants. Ils sont accompagnés de Julien Bérard, François Bidard, Ben Gastauer, Matteo Montaguti et Clément Chevrier.
Au Grand Prix d'ouverture La Marseillaise, trois coureurs de l'équipe se classent parmi les dix premiers : Mikaël Cherel (6e, Hubert Dupont (8e) et Samuel Dumoulin (10e.
Pierre Latour est quatrième de l'Étoile de Bessèges, sa course de rentrée, après avoir pris la troisième place du contre-la-montre final. Nico Denz remporte le classement de la montagne de cette course. Le sprinteur de l'équipe Rudy Barbier se classe notamment deuxième de la deuxième étape, derrière Alexander Kristoff.
Cyril Gautier est meilleur sprinteur et meilleur grimpeur du Tour de la communauté valencienne et se classe cinquième du Trofeo Laigueglia.
Après une ascension décevante de la montagne verte (dixième), Romain Bardet termine sixième du Tour d'Oman, devant son équipier Mathias Frank, avec qui il est pour la première fois associé en compétition.
Le même week-end, Samuel Dumoulin apporte à l'équipe sa première victoire de l'année en devançant au sprint Arthur Vichot et Maxime Vantomme dans un final en bosse lors de la première étape du Tour du Haut-Var. Le lendemain, Dumoulin est distancé à une quinzaine de kiliomètres de l'arrivée. Vingt-deuxième de l'étape, il est douzième du classement général.

## Coureurs et encadrement technique

### Effectif

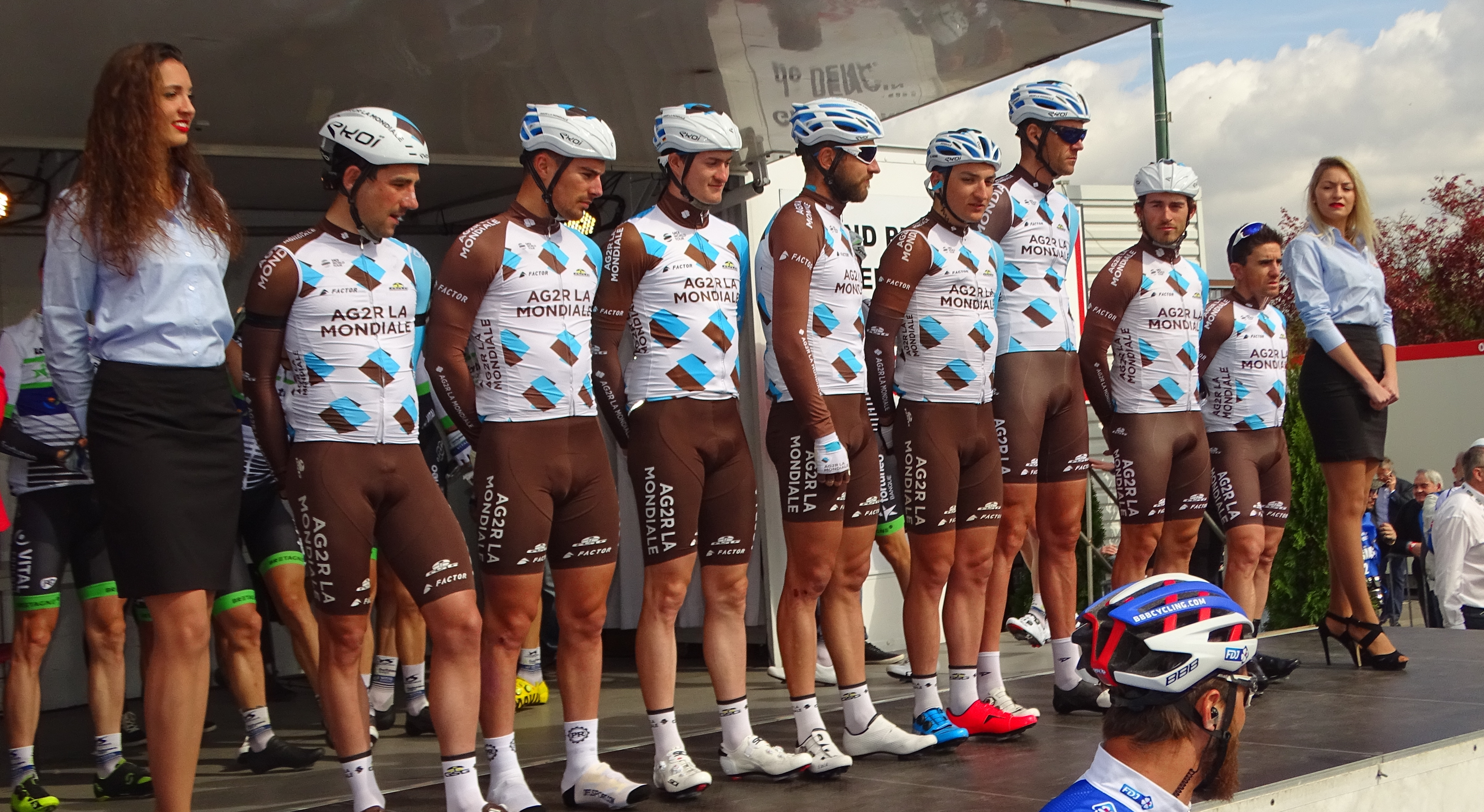
L'équipe AG2R La Mondiale lors du Grand Prix de Denain.

| Cycliste           | Date de naissance | Nationalité | Équipe 2016                                           |
| ------------------ | ----------------- | ----------- | ----------------------------------------------------- |
| Gediminas Bagdonas | 26 décembre 1985  | Lituanie    | AG2R La Mondiale                                      |
| Jan Bakelants      | 14 février 1986   | Belgique    | AG2R La Mondiale                                      |
| Rudy Barbier       | 18 décembre 1992  | France      | Roubaix Lille Métropole                               |
| Romain Bardet      | 9 novembre 1990   | France      | AG2R La Mondiale                                      |
| Julien Bérard      | 27 juillet 1987   | France      | AG2R La Mondiale                                      |
| François Bidard    | 19 mars 1992      | France      | AG2R La Mondiale                                      |
| Mickaël Chérel     | 17 mars 1986      | France      | AG2R La Mondiale                                      |
| Clément Chevrier   | 29 juin 1992      | France      | IAM                                                   |
| Benoît Cosnefroy   | 17 octobre 1995   | France      | Chambéry CF (équipe amateur) jusqu'au 31 juillet      |
| Nico Denz          | 15 février 1994   | Allemagne   | AG2R La Mondiale                                      |
| Axel Domont        | 7 août 1990       | France      | AG2R La Mondiale                                      |
| Samuel Dumoulin    | 20 août 1980      | France      | AG2R La Mondiale                                      |
| Hubert Dupont      | 13 novembre 1980  | France      | AG2R La Mondiale                                      |
| Julien Duval       | 27 mai 1990       | France      | Armée de terre                                        |
| Sondre Holst Enger | 17 décembre 1993  | Norvège     | AG2R La Mondiale                                      |
| Mathias Frank      | 9 décembre 1986   | Suisse      | IAM                                                   |
| Ben Gastauer       | 14 novembre 1987  | Luxembourg  | AG2R La Mondiale                                      |
| Cyril Gautier      | 26 septembre 1987 | France      | AG2R La Mondiale                                      |
| Alexandre Geniez   | 16 avril 1988     | France      | FDJ                                                   |
| Alexis Gougeard    | 5 mars 1993       | France      | AG2R La Mondiale                                      |
| Hugo Houle         | 27 septembre 1990 | Canada      | AG2R La Mondiale                                      |
| Quentin Jauregui   | 22 avril 1994     | France      | AG2R La Mondiale                                      |
| Pierre Latour      | 12 octobre 1993   | France      | AG2R La Mondiale                                      |
| Matteo Montaguti   | 6 janvier 1984    | Italie      | AG2R La Mondiale                                      |
| Oliver Naesen      | 16 septembre 1990 | Belgique    | IAM                                                   |
| Nans Peters        | 12 mars 1994      | France      | Chambéry CF (équipe amateur)                          |
| Domenico Pozzovivo | 30 novembre 1982  | Italie      | AG2R La Mondiale                                      |
| Christophe Riblon  | 17 janvier 1981   | France      | AG2R La Mondiale                                      |
| Stijn Vandenbergh  | 25 avril 1984     | Belgique    | Etixx-Quick Step                                      |
| Alexis Vuillermoz  | 1er juin 1988     | France      | AG2R La Mondiale                                      |
| Stagiaire          | Date de naissance | Nationalité | Équipe 2016                                           |
| Aurélien Doleatto  | 20 mars 1997      | France      | Chambéry CF (équipe amateur)                          |
| Kevin Geniets      | 9 janvier 1997    | Luxembourg  | Chambéry CF (équipe amateur)                          |
| Clément Russo      | 20 janvier 1995   | France      | Team Probikeshop Saint Etienne Loire (équipe amateur) |

### Encadrement
AG2R La Mondiale a pour dirigeant historique Vincent Lavenu. Celui-ci, coureur professionnel de 1983 à 1991, est à la tête de la formation française depuis 1992 et la création de l'équipe qui portait alors le nom du sponsor Chazal, devenue à partir de 1996 Casino avant l'arrivée d'AG2R Prévoyance comme sponsor secondaire en 1999 puis principal à partir de 2000,. En novembre 2015, la direction de l'équipe voit arriver à sa tête Philippe Chevallier. Chevallier, coureur professionnel de 1982 à 1991, a travaillé entre 1995 et 2000 pour Amaury Sport Organisation avant de rejoindre ensuite l'Union cycliste internationale où il est notamment directeur du département sport et technique entre 2009 et mars 2015,. Cette réorganisation amène Lavenu à devenir directeur général de l'équipe et Chevallier directeur général délégué ou manager général. Chevallier explique être un adjoint de Lavenu bénéficiant d'« un pouvoir décisionnel », Lavenu se concentrant sur le secteur économique, Chevallier sur celui des ressources humaines.
Les directeurs sportifs de l'équipe sont Laurent Biondi, Gilles Mas, Artūras Kasputis, Julien Jurdie, Didier Jannel, Stéphane Goubert et Cyril Dessel. Ce dernier rejoint AG2R La Mondiale cette saison en tant que directeur sportif, après y avoir été coureur de 2005 à 2011. Il reste directeur sportif de l'équipe amateur Probikeshop Saint-Étienne Loire.

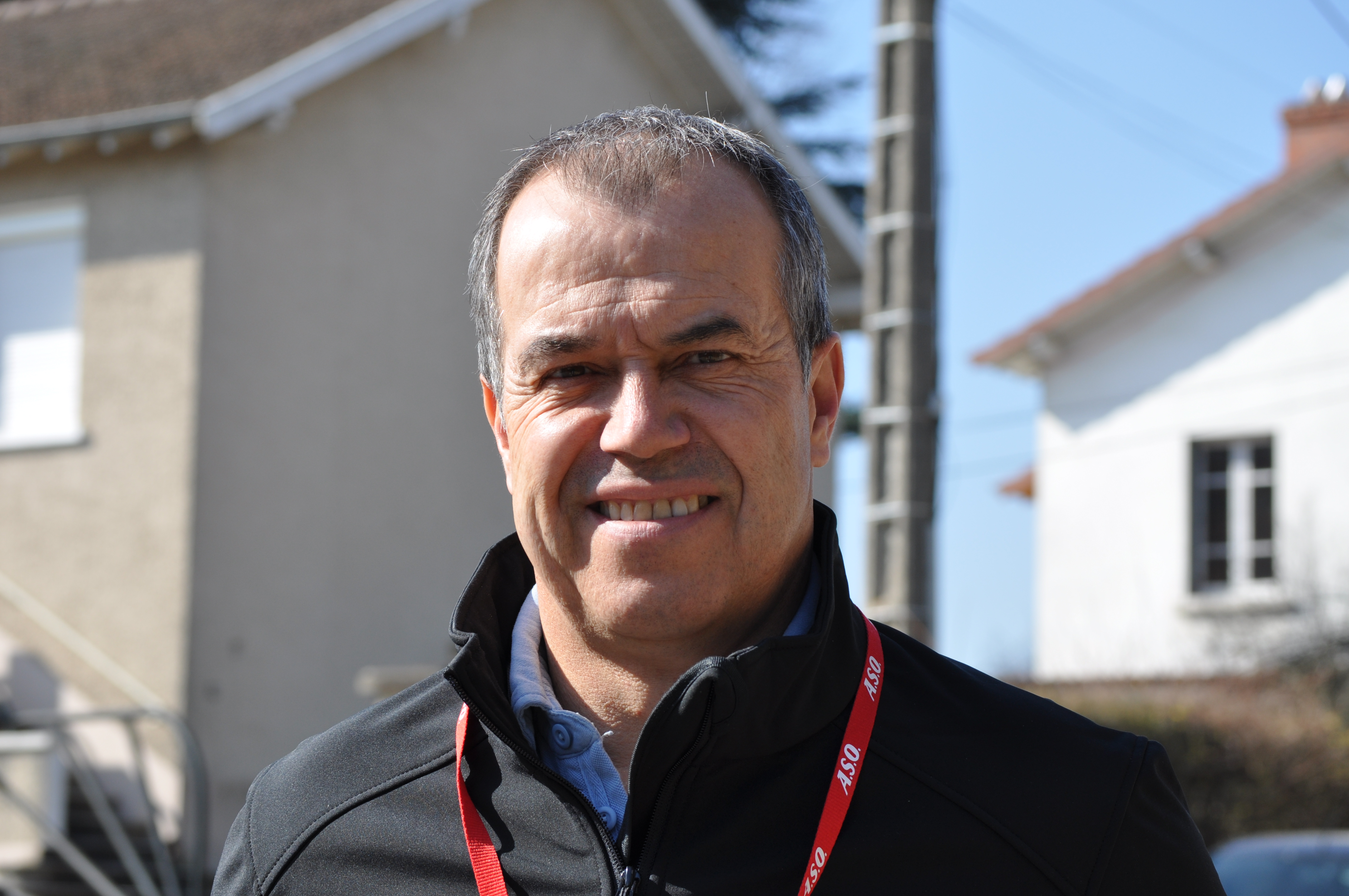
Vincent Lavenu.
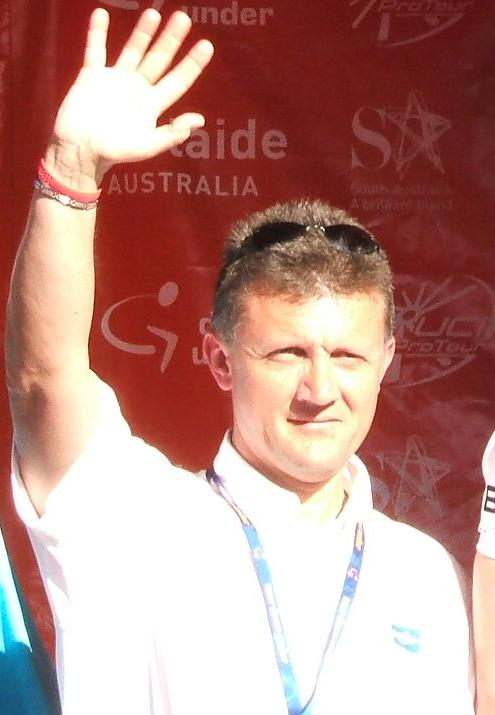
Laurent Biondi.
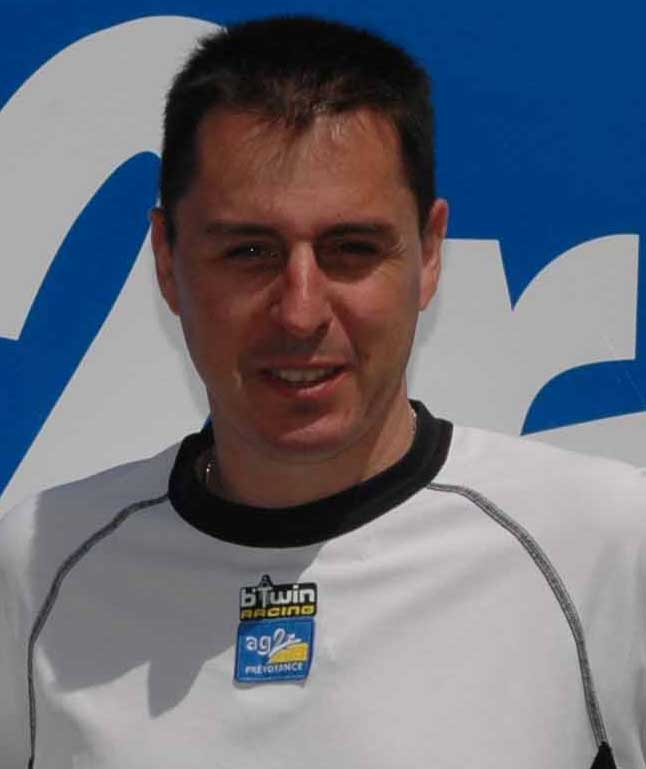
Gilles Mas.
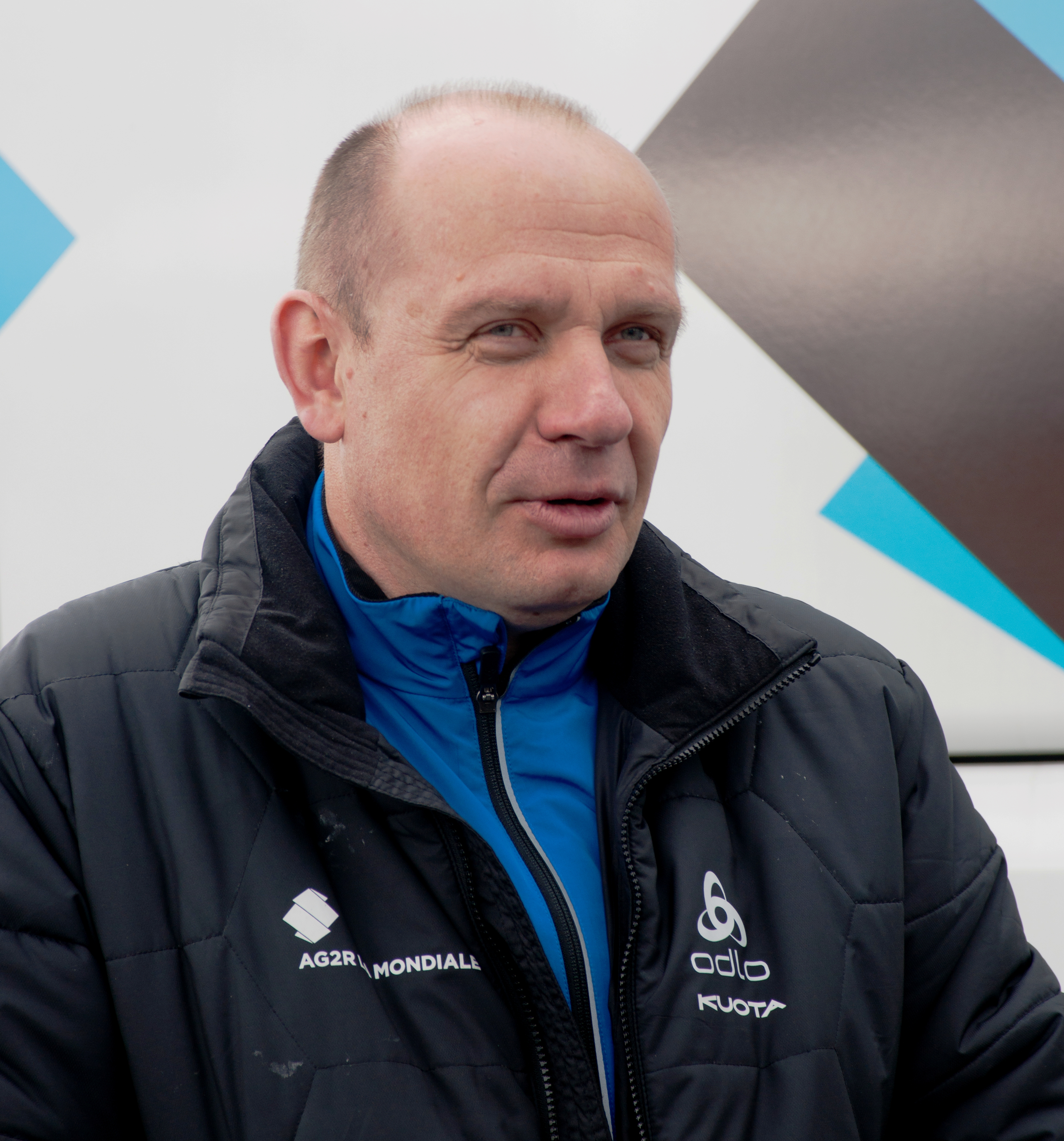
Artūras Kasputis.
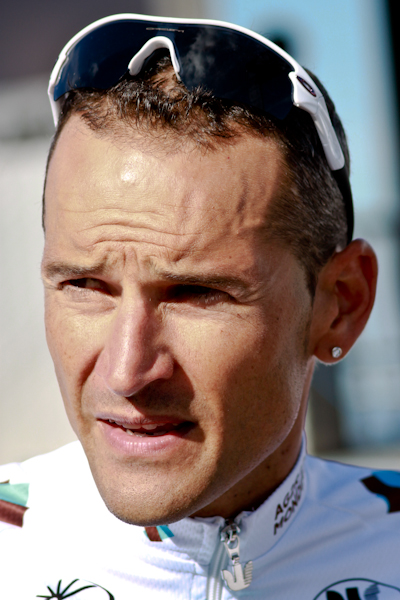
Cyril Dessel.
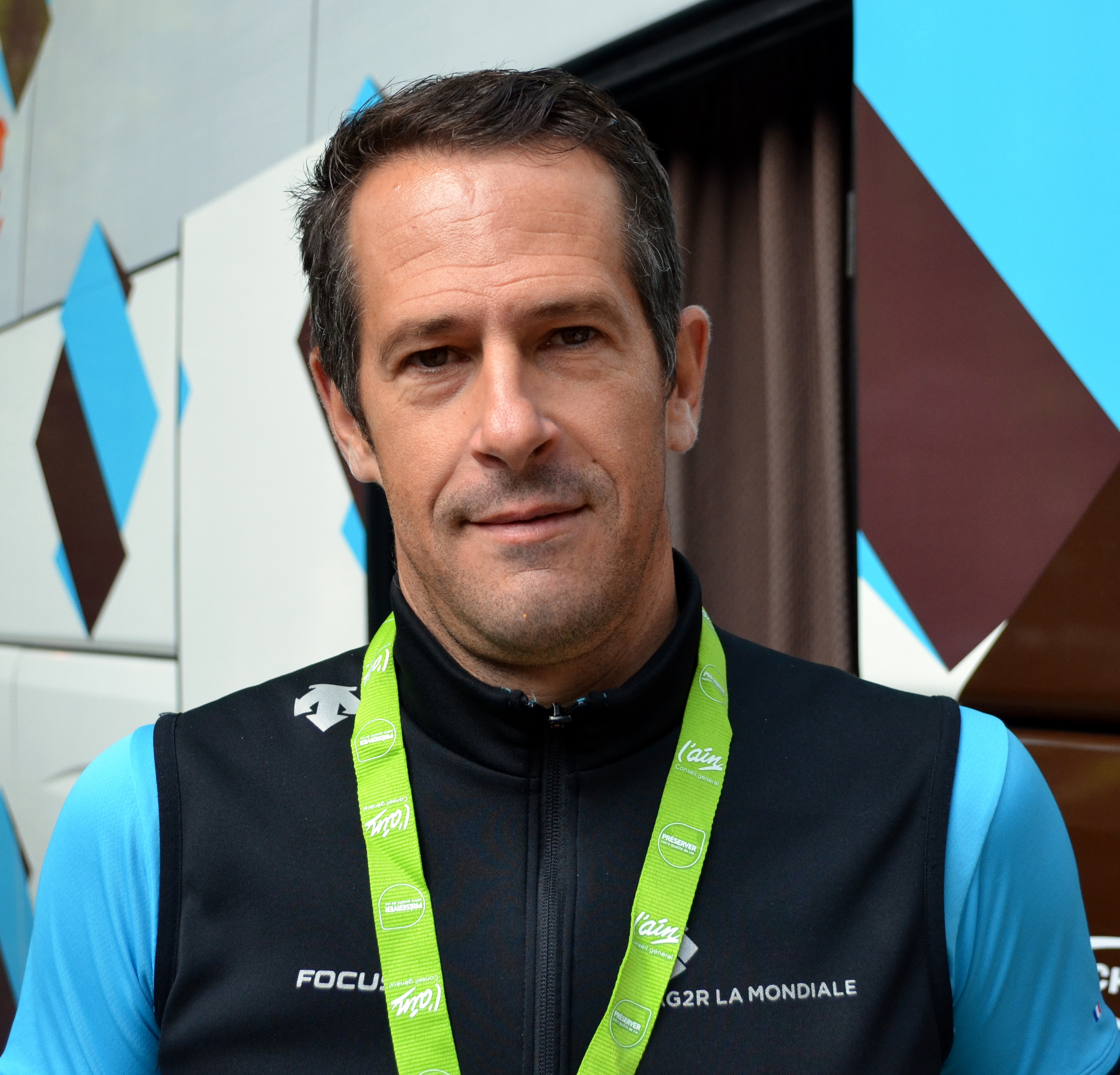
Julien Jurdie.
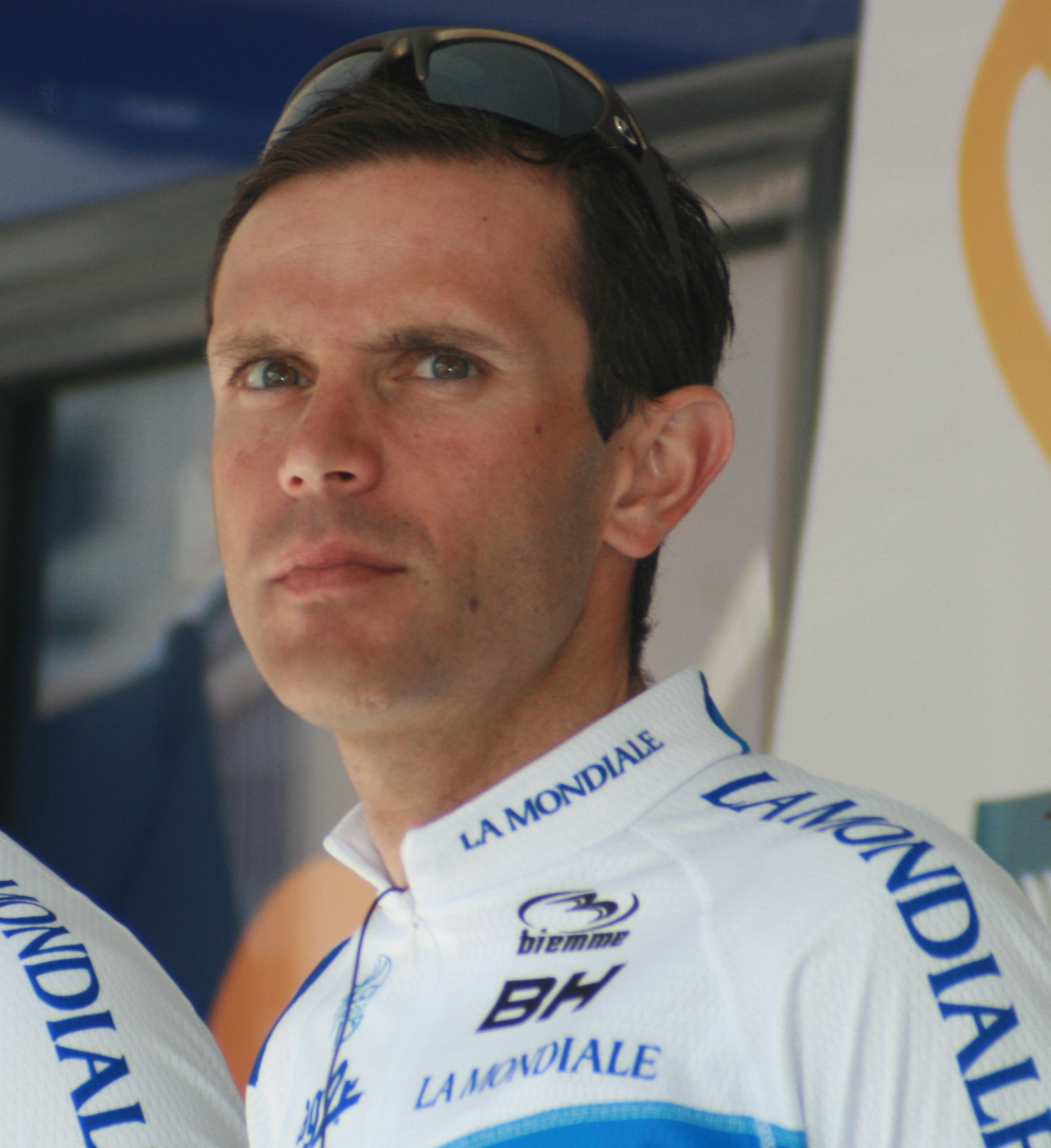
Stéphane Goubert.

## Bilan de la saison

### Victoires
| Victoires | Victoires                                               | Victoires | Victoires | Victoires          | Victoires |
| Date      | Course                                                  | Pays      | Classe    | Vainqueur          |           |
| --------- | ------------------------------------------------------- | --------- | --------- | ------------------ | --------- |
| 18 fév.   | 1re étape du Tour du Haut-Var                           | France    | 2.1       | Samuel Dumoulin    |           |
| 22 fév.   | 2e étape du Tour de la Provence                         | France    | 2.1       | Alexandre Geniez   |           |
| 20 avr.   | 4e étape du Tour des Alpes                              | Italie    | 2.HC      | Matteo Montaguti   |           |
| 27 mai    | Grand Prix de Plumelec-Morbihan                         | France    | 1.1       | Alexis Vuillermoz  |           |
| 15 juin   | 5e étape du Tour de Suisse                              | Suisse    | 2.UWT     | Domenico Pozzovivo |           |
| 22 juin   | Championnat de France du contre-la-montre               | France    | CN        | Pierre Latour      |           |
| 25 juin   | Championnat de Belgique sur route                       | Belgique  | CN        | Oliver Naesen      |           |
| 13 juill. | 12e étape du Tour de France                             | France    | 2.UWT     | Romain Bardet      |           |
| 30 juill. | Polynormande                                            | France    | 1.1       | Alexis Gougeard    |           |
| 12 août   | 4e étape du Tour de l'Ain                               | France    | 2.1       | Alexandre Geniez   |           |
| 16 août   | 2e étape du Tour du Limousin-Nouvelle-Aquitaine         | France    | 2.1       | Alexis Vuillermoz  |           |
| 17 août   | 3e étape du Tour du Limousin-Nouvelle-Aquitaine         | France    | 2.1       | Cyril Gautier      |           |
| 18 août   | Classement général, Tour du Limousin-Nouvelle-Aquitaine | France    | 2.1       | Alexis Vuillermoz  |           |
| 17 sept.  | Grand Prix d'Isbergues                                  | France    | 1.1       | Benoît Cosnefroy   |           |
| 3 oct.    | Trois vallées varésines                                 | Italie    | 1.HC      | Alexandre Geniez   |           |
| 5 oct.    | Paris–Bourges                                           | France    | 1.1       | Rudy Barbier       |           |

### Résultats sur les courses majeures
Les tableaux suivants représentent les résultats de l'équipe dans les principales courses du calendrier international (les cinq classiques majeures et les trois grands tours). Pour chaque épreuve est indiqué le meilleur coureur de l'équipe, son classement ainsi que les accessits glanés par AG2R La Mondiale sur les courses de trois semaines.

#### Classiques
| Classique            | Milan-San Remo      | Tour des Flandres   | Paris-Roubaix       | Liège-Bastogne-Liège | Tour de Lombardie      |
| -------------------- | ------------------- | ------------------- | ------------------- | -------------------- | ---------------------- |
| Coureur (classement) | Jan Bakelants (41e) | Oliver Naesen (23e) | Oliver Naesen (31e) | Romain Bardet (6e)   | Alexis Vuillermoz (4e) |

#### Grands tours
| Grand tour           | Tour d'Italie           | Tour de France                     | Tour d'Espagne      |
| -------------------- | ----------------------- | ---------------------------------- | ------------------- |
| Coureur (classement) | Domenico Pozzovivo (6e) | Romain Bardet (3e)                 | Romain Bardet (17e) |
| Accessits            | -                       | 1 victoire d'étape (Romain Bardet) | -                   |

### Classement UCI
Ag2R La Mondiale termine à la 9e place du classement par équipes du World Tour avec 6316 points. Ce total est obtenu par l'addition des points de ses coureurs au classement individuel. Le coureur de l'équipe le mieux classé est Romain Bardet, 19e avec 1464 points.
| Rang | Coureur            | Points |
| ---- | ------------------ | ------ |
| 19   | Romain Bardet      | 1464   |
| 24   | Domenico Pozzovivo | 1275   |
| 40   | Oliver Naesen      | 910    |
| 42   | Alexis Vuillermoz  | 881    |
| 79   | Jan Bakelants      | 515    |
| 108  | Mathias Frank      | 304    |
| 141  | Rudy Barbier       | 166    |
| 149  | Pierre Latour      | 155    |
| 192  | Cyril Gautier      | 95     |
| 234  | Hugo Houle         | 64     |
| 238  | Ben Gastauer       | 62     |
| 241  | Quentin Jauregui   | 60     |
| 257  | Hubert Dupont      | 52     |
| 267  | Mikaël Cherel      | 46     |
| 272  | Axel Domont        | 43     |
| 284  | François Bidard    | 38     |
| 298  | Gediminas Bagdonas | 34     |
| 313  | Matteo Montaguti   | 27     |
| 315  | Nans Peters        | 26     |
| 326  | Alexandre Geniez   | 24     |
| 335  | Stijn Vandenbergh  | 22     |
| 341  | Alexis Gougeard    | 21     |
| 362  | Julien Duval       | 13     |
| 363  | Clément Chevrier   | 13     |
| 396  | Nico Denz          | 5      |
| 428  | Julien Bérard      | 1      |